# The Hallelujah Trail
The Hallelujah Trail is een Amerikaanse western uit 1965 onder regie van John Sturges. Het scenario is gebaseerd op de gelijknamige roman uit 1963 van de auteur William Gulick.

## Verhaal
Kolonel Thaddeus Gearhart krijgt de opdracht om een konvooi sterkedrank naar de mijnwerkers van Denver te brengen. De voorzitster van de vereniging van geheelonthouders wil dat de lading wordt vernietigd. Dan belagen ook de op alcohol beluste Sioux de karavaan van kolonel Gearhart.

## Rolverdeling
| Acteur           | Personage                 |
| ---------------- | ------------------------- |
| Burt Lancaster   | Kolonel Thaddeus Gearhart |
| Lee Remick       | Cora Templeton Massingale |
| Jim Hutton       | Kapitein Paul Slater      |
| Pamela Tiffin    | Louise Gearhart           |
| Donald Pleasence | Oracle Jones              |
| Brian Keith      | Frank Wallingham          |
| Martin Landau    | Chief Walks-Stooped-Over  |
| John Anderson    | Sergeant Buell            |
| Tom Stern        | Kevin O'Flaherty          |
| Robert J. Wilke  | Chief Five Barrels        |
| Dub Taylor       | Clayton Howell            |
| Whit Bissell     | Hobbs                     |
| Helen Kleeb      | Henrietta                 |
| Val Avery        | Barman in Denver          |
| Noam Pitlik      | Tolk                      |